# Findling Nardevitz

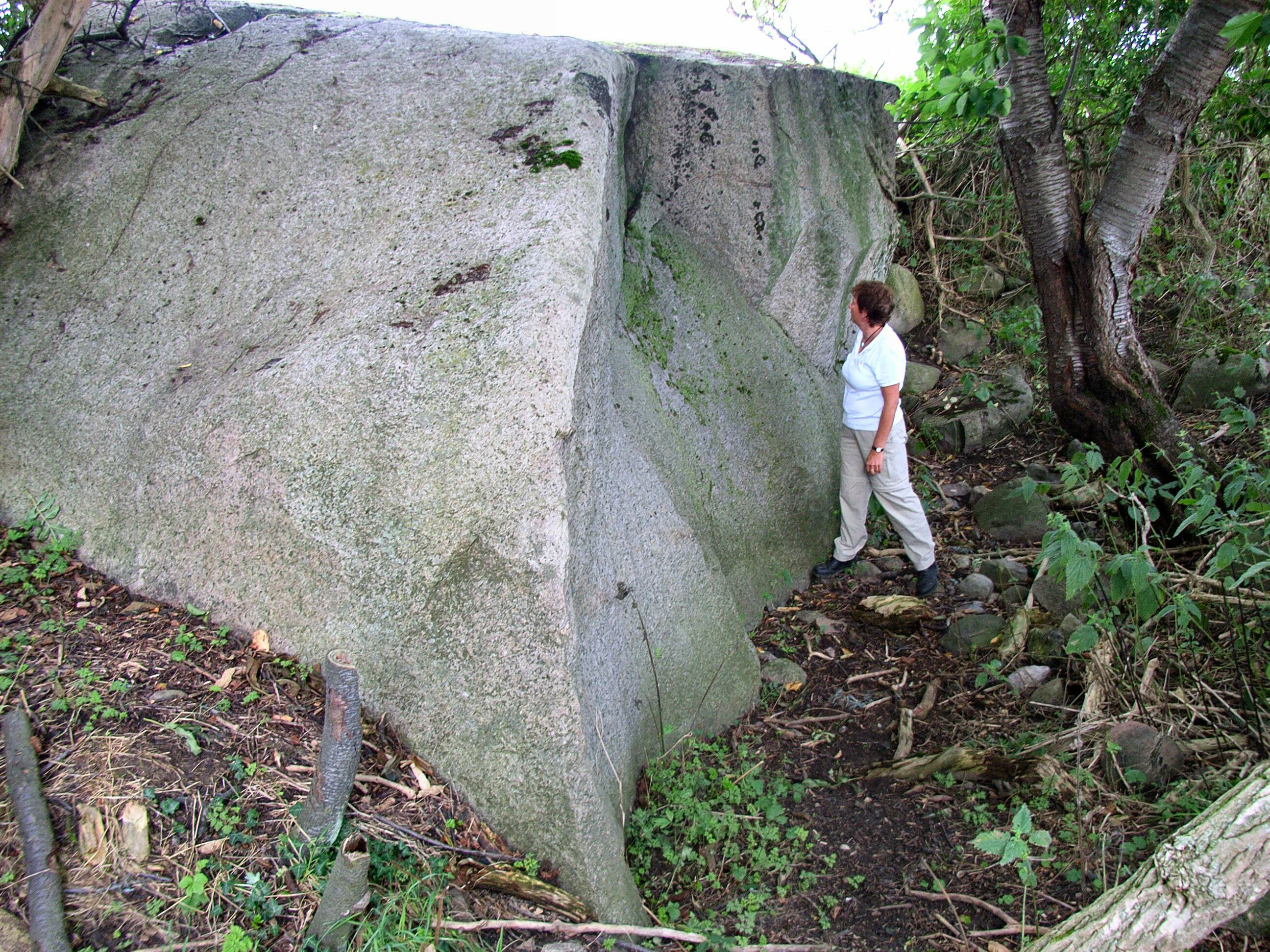
Der Findling Nardevitz ragt mehr als drei Meter aus dem Erdreich

Der Findling Nardevitz, auch Großer Stein von Nardevitz genannt, ist einer der größten Findlinge Norddeutschlands. Er liegt etwa 400 m nördlich von Nardevitz, einem Ortsteil der Gemeinde Lohme, auf der Insel Rügen in Mecklenburg-Vorpommern.
Dieser besonders große Geschiebeblock besteht aus Granit, dessen grobkörniges Gefüge dem auf der Insel Bornholm im Anstehenden anzutreffenden Hammergranit entspricht. Die Kalifeldspäte sind bräunlich grau bis blassrot und bis zu 1,5 Zentimeter groß. Die bis zu fünf Millimeter großen Quarze haben einen bräunlichen Anflug.
Von Bäumen und Gebüsch sowie weiteren Geschieben, die der Landwirtschaft im Wege waren, umgeben, liegt er mitten auf einem Feld. Sein Volumen wird auf 120 m³ geschätzt, was einer Masse von 325 Tonnen entspricht. Der oberirdisch messbare Teil hat ein Volumen von 71 m³. Damit ist er nach dem Buskam, der vor Göhren in der Ostsee liegt, der zweitgrößte Findling auf Rügen und eine besondere geologische Sehenswürdigkeit.
Da der Findling Nardevitz lange Zeit für die Gewinnung von Baumaterial benutzt wurde, wird heute angenommen, dass er einst dreimal so groß war. So wurden beispielsweise noch 1854 und 1855 die sechs jeweils etwa fünf Tonnen schweren Säulentrommeln und die bis zu zwei Tonnen schweren Teile der Postamente der Preußensäulen bei Neukamp bzw. bei Groß Stresow aus ihm geschlagen. Alleine für die Herstellung der sechs Säulentrommelsegmente sind 32 bis 34 m³ abgespalten worden. Auf dem Stein sind deutliche Spuren zu erkennen, die auf eine damals geplante weitergehende Zerstörung des Findlings hinweisen.
Heute gehört der Findling Nardevitz, wie zahlreiche weitere Findlinge auf der Insel Rügen, zu den gesetzlich geschützten Geotopen. Er ist in dem entsprechenden Kataster beim Landesamt für Umwelt, Naturschutz und Geologie Mecklenburg-Vorpommern mit der Signatur „G2 075“ eingetragen.

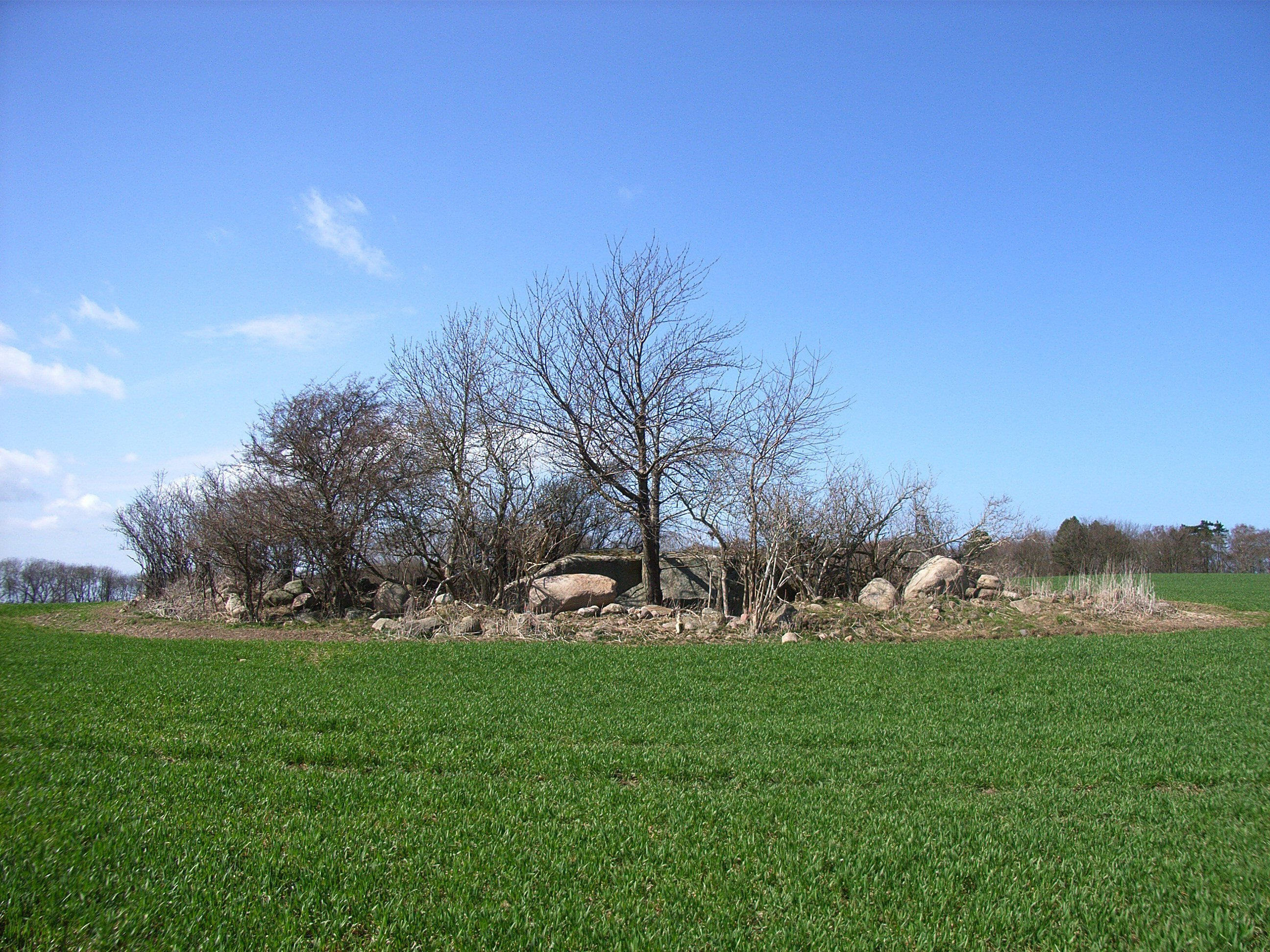
Der Findling Nardevitz ist von Ackerland umgeben
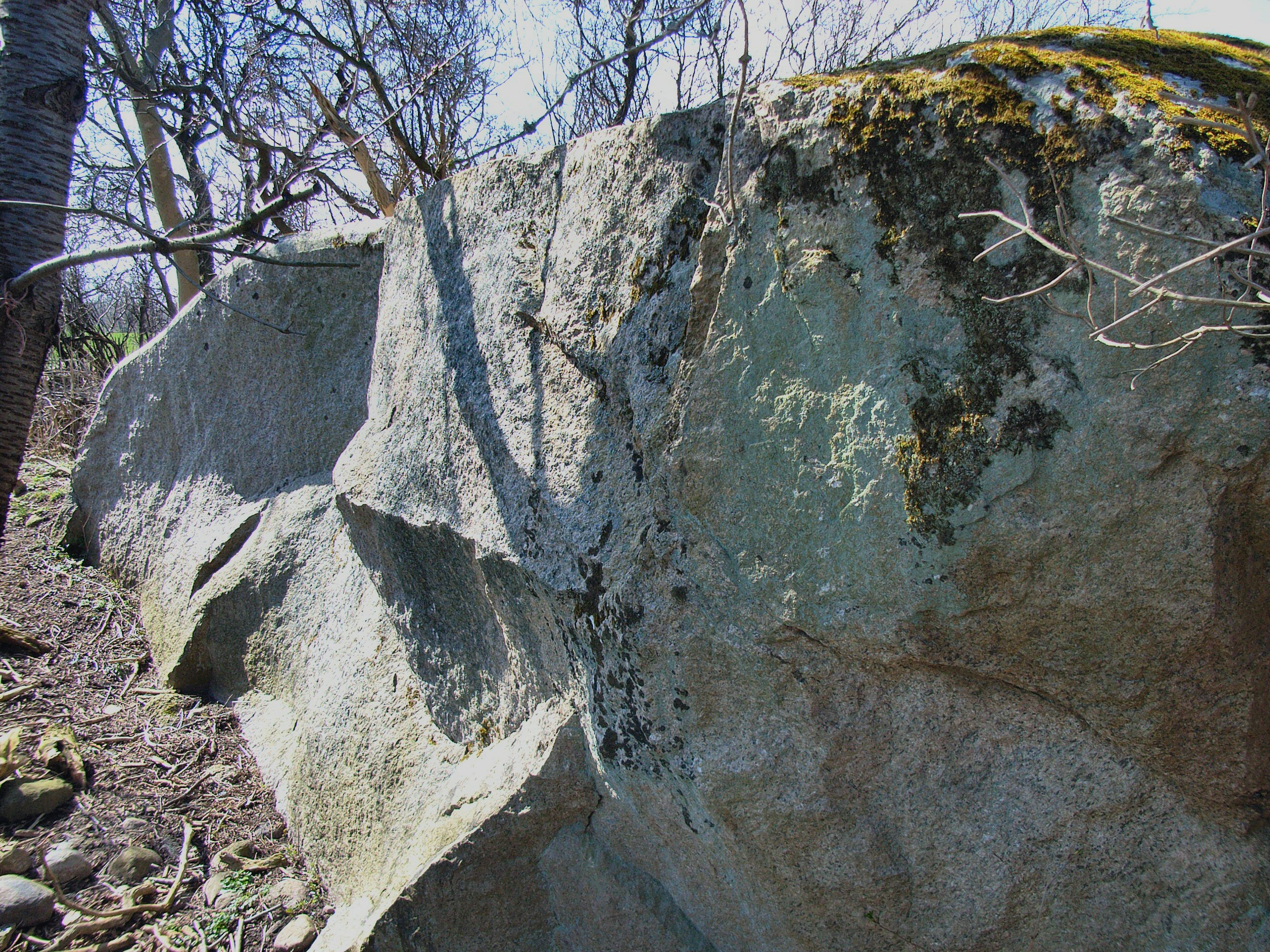
Er diente lange Zeit als „Steinbruch“
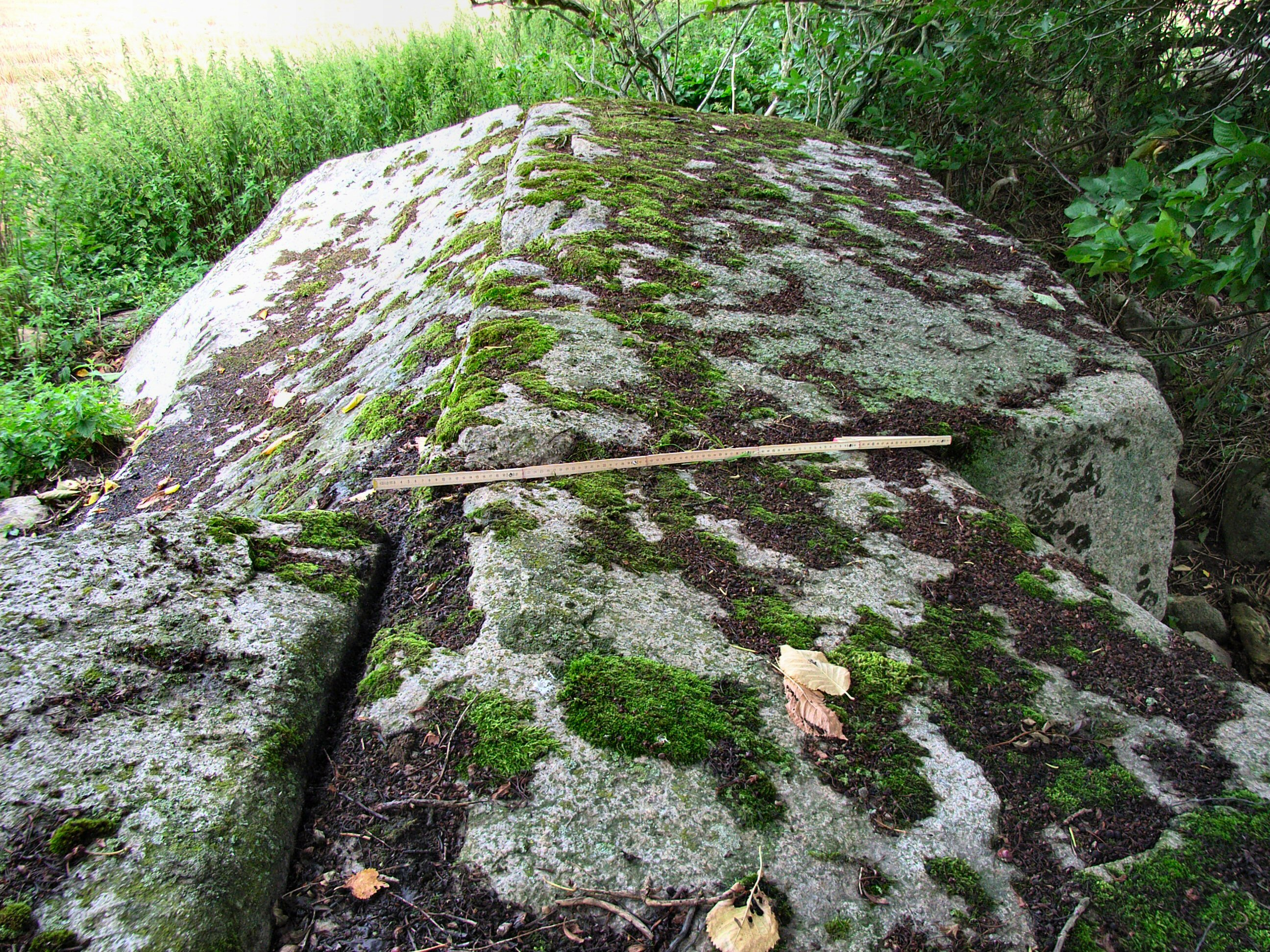
Seine Oberfläche weist alte Spuren weiterer Zerteilungsbestrebungen auf